# Bernard Guillemain
Pour les articles homonymes, voir Guillemain.
Bernard Guillemain, né le 26 octobre 1923 à Neuilly-sur-Seine et mort le 19 septembre 2012 à Bougainville, est un historien spécialiste de l'histoire religieuse médiévale.

## Biographie
Agrégé d'histoire, diplômé de l'École pratique des hautes études, docteur ès lettres, Bernard Guillemain est professeur de l'université Bordeaux III. C'était un spécialiste de l'histoire religieuse du Moyen Âge.

## Publications (sélection)
- Bernard Guillemain, La chrétienté, sa grandeur et sa ruine (De l'an mille au milieu du XVe siècle), Fayard, 1959.

- Prix Marie-Eugène Simon-Henri-Martin 1960 de l’Académie française.
- Bernard Guillemain, La cour pontificale d’Avignon 1309-1376, éditions E. de Boccard, Paris, 1962.

- Prix Gobert 1964 de l’Académie des inscriptions et belles-lettres.
- Bernard Guillemain (sous la direction de), Le diocèse de Bordeaux, Beauchesne, Paris, 1974.
- Bernard Guillemain, « Papes d’Avignon, Indulgences et pèlerinages », Cahiers de Fanjeaux, 15, 1980, p. 257-268.
- Encyclopædia Universalis, article « Tolérance ».